# Culto imperial
Un culto imperial es una forma de religión de estado en el que un emperador o una dinastía de emperadores (o gobernantes con otro título), son adorados como mesías, semidioses o deidades. Aquí «culto» se usa en el sentido de «adoración», no en un sentido moderno peyorativo. El culto puede ser a la personalidad en el caso de una figura de Evémero recientemente ascendida o una de identidad nacional, como en el imperio etíope o imperio japonés) o una deidad supranacional en el caso de estados multiétnicos (p.e. China imperial o el Imperio romano).

## Historia
En la antigua China, los emperadores eran considerados «Hijos del Cielo».[cita requerida] En el Antiguo Egipto, los faraones masculinos eran considerados encarnación del dios Horus, lo que derivaba de ser hijo del dios solar, Hathor (o, más tarde, Isis), o la deidad del cielo, Nut. En el Imperio romano, el culto imperial fue la veneración del emperador romano como un dios, práctica que comenzó con Augusto y que se convirtió en elemento destacado de la religión romana. Durante el Imperio incaico, el Sapa Inca era considerado «hijo del dios Sol (Inti) y de la diosa Luna (Quilla)». Por lo que se refiere a Japón, antes del final de la Segunda Guerra Mundial, el emperador japonés pretendía ser descendiente de dioses.